# 遮那王大杉
遮那王大杉（しゃなおうおおすぎ）は、滋賀県大津市坂本にあるスギの巨樹である。

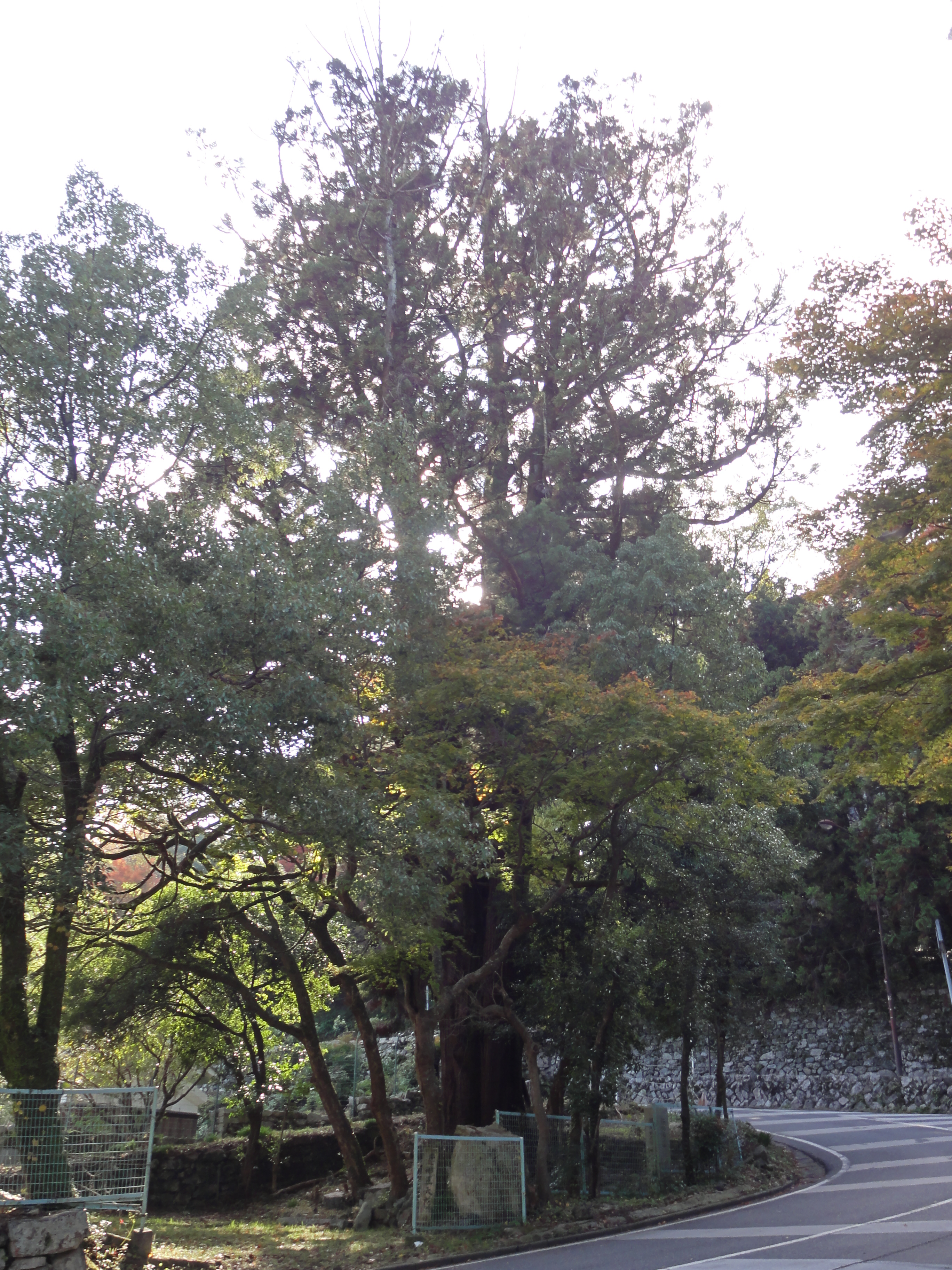
遮那王大杉

## 概要
比叡山延暦寺や日吉大社の門前町として観光地となっている坂本地区に古くからある杉の木で、同地にゆかりのある遮那王こと源義経に由来して命名されている。
日吉大社の入り口付近、比叡山への登山口付近に立地し、その幹周はおよそ5.5メートルある。樹齢等は不詳。
根本に祠が祀られ、周囲には柵が設置され禁足地となっている。
なお近くにある、豊臣秀吉ゆかりの日吉三橋の一つである走井橋のそばに走井杉と呼ばれる大杉群もある。

## アクセス
- JR湖西線 比叡山坂本駅
- 京阪電鉄石山坂本線 坂本比叡山口駅